# Scolopax mira
La beccaccia di Amami-Oshima (Scolopax mira, Hartert 1921) è un raro uccello della famiglia degli Scolopacidae dell'ordine dei Charadriiformes.

## Sistematica
Scolopax mira non ha sottospecie, è monotipica.

## Distribuzione e habitat
Questa beccaccia vive esclusivamente nelle foreste, su due delle Isole Amami, nel sud del Giappone.